# 控诉运动
控诉运动是1950年代初中国大陆在中共所發動的政治清洗（土地改革、抗美援朝、镇压反革命）背景下，基督教社群内发生的一个重要事件，是中国基督教发展史上的影響深遠的事件。

## 进程
1951年4月16日至21日，政务院文化教育委员会宗教事务处在北京举行“处理接受美国津贴的基督教团体会议”，有31个教派的154名教会领袖参加会议。
起初在小组讨论时，各教派领袖顾虑重重，连续三天无人表态。于是华东宗教处长周力行不得不声色俱厉地要求大家起来控诉。4月18日下午吴耀宗主持小组讨论时，中华基督教会全国总会总干事崔宪详首先起来，控诉美国传教士毕范宇（Frank W. Price）。随后两天中，共有18人登台控诉自己的同工是“披着宗教外衣的帝国主义分子”（外籍）或“基督教的败类”、“走狗特务”（本国籍），这18个人是：
1. 崔宪详（中华基督教会全国总会总干事）
2. 邵镜三（南京中华基督会总干事）
3. 沈德溶（《天风周刊》主编）
4. 施中一（江浙基督教乡村服务联合会干事）
5. 施如璋（中华基督教女青年会全国协会学生部主任）
6. 江长川（卫理公会华北年议会会督）
7. 李牧群（重庆中华路德会牧师）
8. 王重生（青島基督教聯合會書記）
9. 王志堃（天津）
10. 謝頌三（中华监理公会）
11. 鈕志芳（杭州基督教協進會副會長）
12. 陈见真（中華聖公會主教院主席主教）
13. 胡翼云（广东基督教协进会总干事）
14. 胡祖蔭（广学会义务总干事）
15. 王梓仲（華北公理會佈道牧師）
16. 陈崇桂（重庆神学院院长）
17. 江文漢（中华基督教青年会全国协会副总干事）
18. 喬維熊（天津基督教革新推進委員會）

参加控诉的人大多经过了激烈的思想斗争，“有的几夜没有睡好”。
而被指名控訴的还有骆爱华（美国）、陈文渊（当时已被捕）、梁小初（当时已在香港）、朱友漁、顾仁恩（自由傳道人，当时已被捕）等人。事后吳耀宗发表《中國基督教的新生》，为控诉运动辩护：虽然“耶穌叫我們不要论断人，”但是“控訴卻是完全符合耶穌的教訓的。”

5月8日，吳耀宗以「中國基督教抗美援朝三自革新運動委員會」籌備委員會主席的身份，在《天風週刊》上，發表在全國推動控訴會的通知。5月19日，刘良模在「天风」週刊上发表《怎樣開好控訴會》，批判「超政治」的“落后思想”，鼓动一向强调爱心的基督徒要站穩自己“人民的立場”，破除情面，徹底、痛痛快快和盤托出，“精彩的控訴應記下來交給當地報紙發表”。
6月1日，中华全国基督教协进会在上海西藏路慕尔堂，由副會長崔憲詳带头，舉行1,200人的控訴大會，控訴協進會是30年来「美帝」侵略中國的代理人。此后，協進會这个全國教會的聯合機構基本宣告死亡。
6月10日，三自革新運動委員會筹备会，借逸园跑狗场举行全上海基督教的万人控訴大会。吳耀宗带头，然后各教派的教会领袖，包括江長川（卫理公会）、邓裕志（女青年会）、胡祖蔭（广学会义务总干事）、徐华（安息日会会长）、吴永泉（基督徒学联会）、贾玉铭（長老会）、杨绍唐（内地会）、竺规身（灵工团监督）、崔憲詳（中華基督教會）、吴高梓（中華全國基督教協進會）等人，一一上台控訴。而被控訴的對象，包括安迪生（美）、黃安素（美）、畢範宇（美）、陳文淵、梁小初、黃仁霖（已逃离大陆）等中外人士。大會的政治气氛极其浓郁。
控诉运动甚至波及到一些以属灵著称的团体，如灵粮堂和地方教会（基督徒聚会处）。这些团体中长期受属灵熏陶的基督徒在这期间自有其独特的痛苦经历。 
通过控诉运动，「三自革新運動委員會」得以控制全國大部分教會，首先是那些原来与海外教会联系密切的各大公会。而认为自己原本就“自治、自养、自传”的耶稣家庭、真耶稣教会、地方教会（基督徒聚会处）以及王明道负责的北京史家胡同基督徒会堂后来面临更强大的压力，在主要负责人敬奠瀛、魏以撒、倪柝声、王明道被捕后，有些加入三自，有些转入地下状态。

### 引用
1. ↑  沈德溶：《在三自工作五十年》，81页
2. ↑   (PDF).   [2007年8月20日]. （原始内容存档 (PDF)于2016年3月4日）.
3. ↑  .   [2007年8月20日]. （原始内容存档于2016年3月4日）.
4. ↑   (PDF).   [2007年8月20日]. （原始内容存档 (PDF)于2007年9月27日）.
5. ↑  中国的以巴弗——吴维僔见证及文集[永久]，生命出版社